# Geolycosa egena
Geolycosa egena este o specie de păianjeni din genul Geolycosa, familia Lycosidae. A fost descrisă pentru prima dată de L. Koch, 1877.
Este endemică în Queensland. Conform Catalogue of Life specia Geolycosa egena nu are subspecii cunoscute.